# Westlake Village
Westlake Village es una ciudad situada en el condado de Los Ángeles, California, Estados Unidos. Tiene una población estimada, a mediados de 2023,  de 7573 habitantes.

## Geografía
La localidad está ubicada en las coordenadas 34°08′12″N 118°49′03″O / 34.13667, -118.81750 (34.136675, -118.817367). Según la Oficina del Censo, tiene una superficie total de 14.26 km², de los cuales 13.43 km² corresponden a tierra firme y 0.83 km² están cubiertos de agua.

## Demografía
Según la estimación 2018-2022 de la Oficina del Censo, los ingresos medios de los hogares de la localidad son de $188,681 y los ingresos medios de las familia son de $208,788. Los ingresos per cápita en los últimos doce meses, medidos en dólares de 2022, son de $99,908.